# Julien Fagel

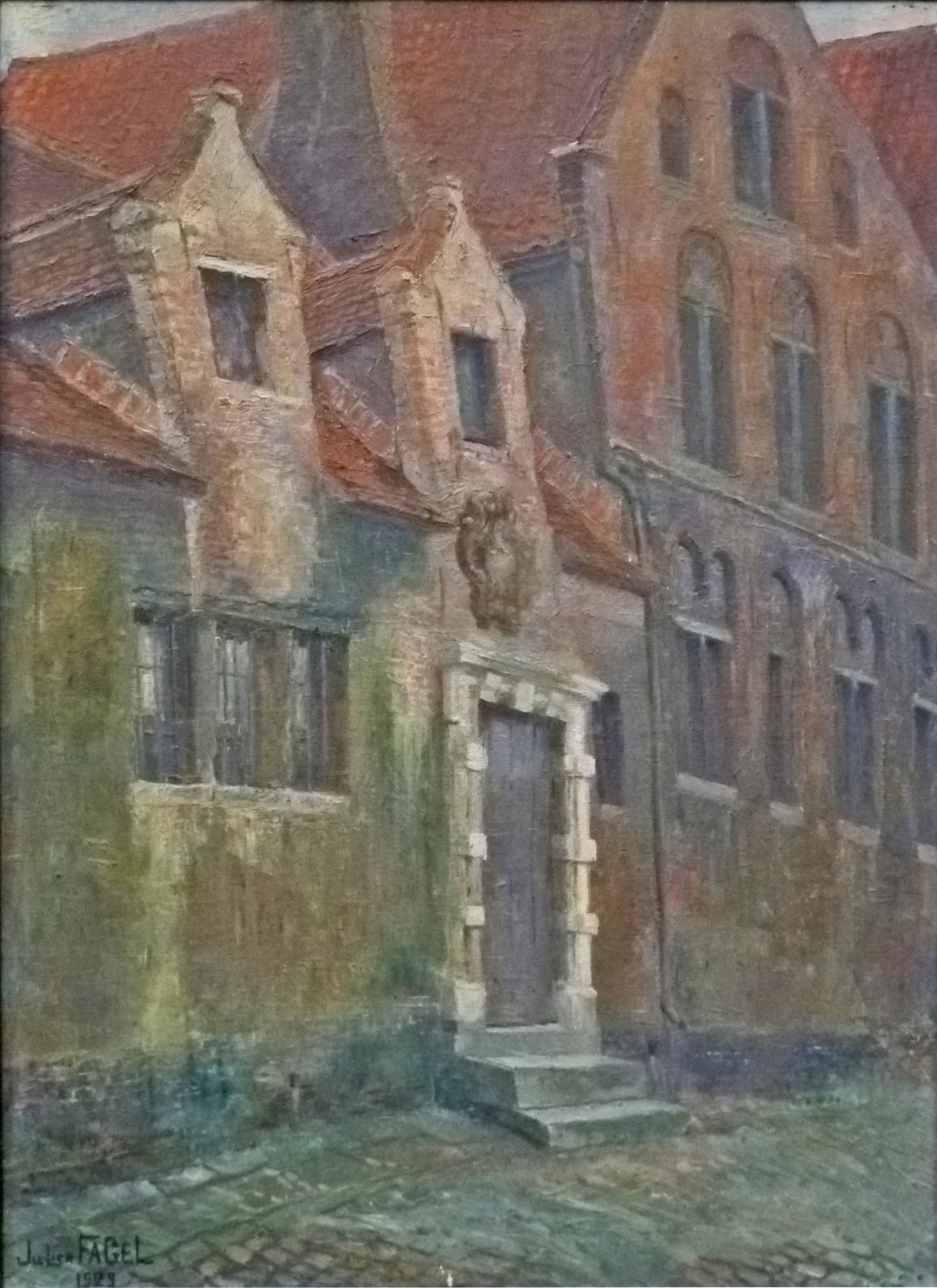
Godshuis De Pelikaan aan de Groenerei

Julien Fagel (Brugge, 15 november 1881 - 2 mei 1937) was een Belgisch kunstschilder die behoorde tot de zogenaamde Brugse School.

## Levensloop
Fagel, een van de acht kinderen van de glazenier Emile Fagel en Leopold Smidt, volgde lessen aan de Brugse kunstacademie, onder meer bij Edmond Van Hove. Hij behaalde er verschillende eervolle vermeldingen en een eerste prijs. Hij ging zich verder vervolmaken aan privéscholen in Brussel en Parijs.
Terug in Brugge in 1903, werkte hij bij de fotograaf Max Jacops in de Steenstraat, voor wie hij zwart-witfoto's bijkleurde. Hij droeg bij tot de verspreiding van de bekendheid van Brugse schilders en beeldhouwers door hun werken te fotograferen en deze foto's te doen verspreiden en publiceren.
Tijdens de Eerste Wereldoorlog was hij eerst naar Frankrijk gevlucht, waar hij verder schilderde, maar in 1916 werd hij vrijwilliger in het Belgisch leger.
Na de oorlog werkte hij bij de firma van godsdienstige voorwerpen Beyaert, met de opdracht om in de vroegere Frontstreek kunstwerken in de verwoeste kerken te restaureren en te herschilderen.
In 1919 trouwde hij met Isabelle Van Paemel en ze openden een winkel van huishoudartikelen in de Geldmuntstraat. In een atelier op de bovenverdieping bleef hij de schilderkunst beoefenen.
Fagel was in de eerste plaats een schilder van Brugse stadsgezichten. Daarnaast schilderde hij portretten, evenals stillevens en bloemen in impressionistische stijl.